# Deltote micardoides
Deltote micardoides is een vlinder van de familie van de uilen (Noctuidae). De wetenschappelijke naam van deze soort is voor het eerst voorgesteld als Eustrotia micardoides door Emilio Berio in een publicatie uit 1954.
De soort komt voor op Madagaskar.